# Izland az 1976. évi nyári olimpiai játékokon
Izland a kanadai Montréalban megrendezett 1976. évi nyári olimpiai játékok egyik részt vevő nemzete volt. Az országot az olimpián 4 sportágban 13 sportoló képviselte, akik érmet nem szereztek.

## Atlétika
Férfi
| Versenyző         | Versenyszám    | Előfutam | Előfutam | Előfutam | Negyeddöntő | Negyeddöntő | Negyeddöntő | Elődöntő | Elődöntő | Elődöntő | Döntő   | Döntő    |
| Versenyző         | Versenyszám    | Idő      | Hely.    | Össz.    | Idő         | Hely.       | Össz.       | Idő      | Hely.    | Össz.    | Idő     | Helyezés |
| ----------------- | -------------- | -------- | -------- | -------- | ----------- | ----------- | ----------- | -------- | -------- | -------- | ------- | -------- |
| Bjarni Stefánsson | 100 m          | 11,28    | 6.       | 61.      | kiesett     | kiesett     | kiesett     | kiesett  | kiesett  | kiesett  | kiesett | kiesett  |
| Bjarni Stefánsson | 400 m          | 48,34    | 7.       | 35.      | kiesett     | kiesett     | kiesett     | kiesett  | kiesett  | kiesett  | kiesett | kiesett  |
| Ágúst Ásgeirsson  | 1500 m         | 3:45,47  | 7.       | 36.      |             |             |             | kiesett  | kiesett  | kiesett  | kiesett | kiesett  |
| Ágúst Ásgeirsson  | 3000 m akadály | 8:53,95  | 11.      | 22.      |             |             |             |          |          |          | kiesett | kiesett  |

| Versenyző          | Versenyszám   | Selejtező | Selejtező | Döntő    | Döntő    |
| Versenyző          | Versenyszám   | Eredmény  | Helyezés  | Eredmény | Helyezés |
| ------------------ | ------------- | --------- | --------- | -------- | -------- |
| Hreinn Halldórsson | Súlylökés     | 18,93 m   | 15.       | kiesett  | kiesett  |
| Óskar Jakobsson    | Gerelyhajítás | 72,78 m   | 21.       | kiesett  | kiesett  |

| Versenyző       | Versenyszám | 100 m | 100 m | Távolugrás | Távolugrás | Súlylökés | Súlylökés | Magasugrás | Magasugrás | 400 m | 400 m | 110 m gát | 110 m gát | Diszkoszvetés | Diszkoszvetés | Rúdugrás         | Rúdugrás         | Gerelyhajítás | Gerelyhajítás | 1500 m        | 1500 m        | Végeredmény   | Végeredmény   |
| Versenyző       | Versenyszám | Idő   | Pont  | Eredmény   | Pont       | Eredmény  | Pont      | Eredmény   | Pont       | Idő   | Pont  | Idő       | Pont      | Eredmény      | Pont          | Eredmény         | Pont             | Eredmény      | Pont          | Idő           | Pont          | Pont          | Helyezés      |
| --------------- | ----------- | ----- | ----- | ---------- | ---------- | --------- | --------- | ---------- | ---------- | ----- | ----- | --------- | --------- | ------------- | ------------- | ---------------- | ---------------- | ------------- | ------------- | ------------- | ------------- | ------------- | ------------- |
| Elías Sveinsson | Tízpróba    | 11,51 | 750   | 637 cm     | 668        | 13,94 m   | 725       | 194 cm     | 749        | 51,77 | 735   | 16,19     | 711       | 41,98 m       | 705           | nem állt rajthoz | nem állt rajthoz | nem ért célba | nem ért célba | nem ért célba | nem ért célba | nem ért célba | nem ért célba |

Női
| Versenyző            | Versenyszám | Előfutam | Előfutam | Előfutam | Elődöntő | Elődöntő | Elődöntő | Döntő   | Döntő    |
| Versenyző            | Versenyszám | Idő      | Hely.    | Össz.    | Idő      | Hely.    | Össz.    | Idő     | Helyezés |
| -------------------- | ----------- | -------- | -------- | -------- | -------- | -------- | -------- | ------- | -------- |
| Lilja Guðmundsdóttir | 800 m       | 2:07,26  | 7.       | 31.      | kiesett  | kiesett  | kiesett  | kiesett | kiesett  |
| Lilja Guðmundsdóttir | 1500 m      | 4:20,27  | 9.       | 34.      | kiesett  | kiesett  | kiesett  | kiesett | kiesett  |

| Versenyző        | Versenyszám | Selejtező                | Selejtező                | Döntő    | Döntő    |
| Versenyző        | Versenyszám | Eredmény                 | Helyezés                 | Eredmény | Helyezés |
| ---------------- | ----------- | ------------------------ | ------------------------ | -------- | -------- |
| Disa Gísladóttir | Magasugrás  | érvényes kísérlet nélkül | érvényes kísérlet nélkül | kiesett  | kiesett  |

## Cselgáncs
| Versenyző          | Versenyszám  | Csoport | Selejtező         | 32-es főtábla                 | Nyolcaddöntő      | Negyeddöntő       | Elődöntő          | Vigaszág negyeddöntő | Vigaszág elődöntő | Bronz- mérkőzés   | Döntő             | Helyezés |
| Versenyző          | Versenyszám  | Csoport | Ellenfél Eredmény | Ellenfél Eredmény             | Ellenfél Eredmény | Ellenfél Eredmény | Ellenfél Eredmény | Ellenfél Eredmény    | Ellenfél Eredmény | Ellenfél Eredmény | Ellenfél Eredmény | Helyezés |
| ------------------ | ------------ | ------- | ----------------- | ----------------------------- | ----------------- | ----------------- | ----------------- | -------------------- | ----------------- | ----------------- | ----------------- | -------- |
| Viðar Guðjohnsen   | Középsúly    | A       |                   | José Luis de Frutos (ESP) · V | kiesett           | kiesett           | kiesett           |                      |                   |                   |                   | 19.      |
| Gísli Þorsteinsson | Félnehézsúly | B       | erőnyerő          | Tommy Martin (USA) · V        | kiesett           | kiesett           | kiesett           |                      |                   |                   |                   | 18.      |

## Súlyemelés
| Versenyző            | Versenyszám | Szakítás | Szakítás | Lökés    | Lökés    | Összesen | Helyezés |
| Versenyző            | Versenyszám | Eredmény | Helyezés | Eredmény | Helyezés | Összesen | Helyezés |
| -------------------- | ----------- | -------- | -------- | -------- | -------- | -------- | -------- |
| Guðmundur Sigurðsson | 90 kg       | 145,0    | 13.      | 187,5    | 7.       | 332,5    | 8.       |

## Úszás
Férfi
| Versenyző         | Versenyszám  | Előfutam | Előfutam | Előfutam | Elődöntő | Elődöntő | Elődöntő | Döntő   | Döntő    |
| Versenyző         | Versenyszám  | Idő      | Hely.    | Össz.    | Idő      | Hely.    | Össz.    | Idő     | Helyezés |
| ----------------- | ------------ | -------- | -------- | -------- | -------- | -------- | -------- | ------- | -------- |
| Sigurður Ólafsson | 100 m gyors  | 56,01    | 8.       | 40.      | kiesett  | kiesett  | kiesett  | kiesett | kiesett  |
| Sigurður Ólafsson | 200 m gyors  | 2:01,18  | 6.       | 49.      |          |          |          | kiesett | kiesett  |
| Sigurður Ólafsson | 400 m gyors  | 4:18,11  | 6.       | 43.      |          |          |          | kiesett | kiesett  |
| Sigurður Ólafsson | 1500 m gyors | 17:25,10 | 7.       | 31.      |          |          |          | kiesett | kiesett  |

Női
| Versenyző             | Versenyszám    | Előfutam | Előfutam | Előfutam | Elődöntő | Elődöntő | Elődöntő | Döntő   | Döntő    |
| Versenyző             | Versenyszám    | Idő      | Hely.    | Össz.    | Idő      | Hely.    | Össz.    | Idő     | Helyezés |
| --------------------- | -------------- | -------- | -------- | -------- | -------- | -------- | -------- | ------- | -------- |
| Vilborg Sverrisdóttir | 100 m gyors    | 1:03,26  | 7.       | 43.      | kiesett  | kiesett  | kiesett  | kiesett | kiesett  |
| Vilborg Sverrisdóttir | 200 m gyors    | 2:14,27  | 6.       | 33.      |          |          |          | kiesett | kiesett  |
| Vilborg Sverrisdóttir | 400 m gyors    | 4:48,28  | 7.       | 30.      |          |          |          | kiesett | kiesett  |
| Þórunn Alfreðsdóttir  | 100 m pillangó | 1:09,63  | 6.       | 37.      | kiesett  | kiesett  | kiesett  | kiesett | kiesett  |
| Þórunn Alfreðsdóttir  | 200 m pillangó | 2:29,22  | 7.       | 32.      |          |          |          | kiesett | kiesett  |